# Пем Крюз
Пем Крюз (англ. Pam Kruse, 3 червня 1950) — американська плавчиня.
Призерка Олімпійських Ігор 1968 року.
Переможниця Панамериканських ігор 1967 року.